# Brothers in Arms
Brothers in Arms je peti studijski album britanskog rock sastava Dire Straits, izdan 1985. godine. Prva polovina albuma predstavlja daljnji razvoj njihove jedinstvene inačice stadionskog rocka koji se razvijao od njihovog albuma Making Movies, dok se druga polovina sastoji od materijala pod utjecajem folka. Cijeli album odražava izvorni blues i opušteni zvuk Dire Straitsa koji se usredotočuje na gitaru, dok istovremeno donosi izdašnu i bombastičnu produkciju cjelokupnog zvuka. To je najprodavaniji album Dire Straitsa.

## Povijest
Brothers in Arms je bio jedan od prvih albuma usmjerenih na CD tržište, ujedno i prvi izdani potpuno digitalno snimljen album, iako ne prvi digitalno snimljen i obrađen. Također je izdan na gramofonskoj ploči i audio kazeti. 
Brothers in Arms je bio prvi album koji se prodao u milijun primjeraka u CD formatu, i prvi koje je nadmašio prodaju svog vinilnog izdanja. Zaposlenik Rykodisca je kasnije zapisao: "[U 1985. smo] se borili proizvesti što više CD-ova jer je cjelokupni kapacitet svjetske proizvodnje bio premašen potražnjom za jednim rock izdanjem (albumom Brothers in Arms Dire Straitsa)."
Album je digitalno obrađen i izdan 1996. godine s ostatkom kataloga Dire Straitsa u većini zemalja izvan SAD-a, gdje je pušten u prodaju tek 19. rujna 2000. godine. Također je izdan u Super Audio CD formatu 26. srpnja 2005. i DualDisc formatu 16. kolovoza 2005., za što je te godine nagrađen Grammyjem za album s najboljom reprodukcijom zvuka.

## Priznanja
U 2000. godini časopis Q je smjestio album Brothers in Arms na 51. mjesto svoje liste '100 najboljih britanskih albuma u povijesti'. Časopis Rolling Stone je 2003. godine album stavio na 351. mjesto svoje liste '500 najvećih albuma svih vremena'.
Od 30. travnja 2008., Brothers in Arms drži peto mjesto najprodavanijih albuma u Ujedinjenom Kraljevstvu i 107. mjesto najprodavanijih albuma u SAD-u.
Album je osvojio nagradu za najbolji britanski album 1987. godine.

## Popis pjesama
Sve pjesme je napisao Mark Knopfler, osim gdje je naznačeno. Duljine pjesama na vinilnoj verziji razlikuju se od duljina pjesama izdanih na CD-u i audio kazeti zbog ograničenja te vrste medija. Pjesme punih duljina nisu mogle stati na jednu stranu vinilne ploče. 
1. "So Far Away" – 5:12
2. "Money for Nothing" (Mark Knopfler, Sting) – 8:26
3. "Walk of Life" – 4:12
4. "Your Latest Trick" – 6:33
5. "Why Worry" – 8:31
6. "Ride Across the River" – 6:58
7. "The Man's Too Strong" – 4:40
8. "One World" – 3:40
9. "Brothers in Arms" – 6:59

## Pjesme

### Prva strana
"Money for Nothing" je bila jedna od povijesnih pjesama MTV razdoblja zajedno sa svojim video spotom. To je jedina pjesma Dire Straitsa kojoj tekstopisac nije samo Mark Knopfler. Sting je dobio zasluge za pisanje zbog uzvika "I want my MTV" ("Ja hoću moj MTV") koja preuzima melodiju iz pjesme "Don't Stand So Close to Me" grupe The Police.
Pjesma "Walk of Life" je bila hit u Ujedinjenom Kraljevstvu gdje je zauzela drugo mjesto na glazbenoj listi na početku 1986. godine dok je zauzela sedmo mjesto u SAD-u kasnije te iste godine. Pjesma skoro nije bila uvrštena u izdanje albuma, ali to se ipak nije dogodilo jer je grupa nadglasala producenta Neila Dorfsmana tijekom izbora pjesama.

### Druga strana
Na drugoj strani albuma, tekstovi triju pjesama ("Ride Across the River", "The Man's Too Strong" i "Brothers in Arms") se fokusiraju na gerilske ratove u Salvadoru i Nikaragvi. Naziv albuma je inspiriran razgovorom u kojem je Knopflerov otac napomenuo: "We shouldn't be at war with our brothers in arms. (Ne bi smjeli biti u ratu s našom braćom po oružju.)" Ovaj razgovor se navodno dogodio u vrijeme Falklandskog sukoba, ali Mark Knopfler negira da naziv albuma ima veze s tom činjenicom. 

## Skraćene verzije na vinilu
Nekoliko pjesama s albuma je skraćeno na izdanju gramofonske ploče. To su sljedeće pjesme:
- "So Far Away" s 5:12 na 3:59
- "Money for Nothing" s 8:26 na 7:04
- "Your Latest Trick" s 6:33 na 4:46
- "Why Worry" – s 8:31 na 5:22

## Omot albuma
Gitara koja se nalazi na omotu albuma je National Style 0 gitara. Style 0 linija gitara je uvedena 1930. i obustavljena 1941. godine.

## Zasluge
- Mark Knopfler: gitara, vokali
- John Illsley: bas-gitara, prateći vokali
- Alan Clark: klavijature
- Guy Fletcher: gitara, prateći vokali
- Terry Williams: bubnjevi

### Dodatno osoblje
- Omar Hakim: bubnjevi
- Jack Sonni: gitara
- Michael Brecker: saksofon
- Randy Brecker: rog
- Malcolm Duncan: tenor saksofon
- Neil Jason: bas
- Tony Levin: bas
- Jimmy Maelen: udaraljke
- Michael Mainieri: prateći vokali
- Dave Plews: rog
- Sting: prateći vokali na pjesmi "Money for Nothing"

## Glazbene liste
Album je od grupe napravio senzaciju. U SAD-u je album ponesen uspjehom singla "Money for Nothing" dosegao prvo mjesto na glazbenoj listi i tamo ostao devet tjedana. U Ujedinjenom Kraljevstvu je zahvaljujući nizu top 10 hitova album s lakoćom zauzeo prvo mjesto na glazbenoj listi. Brothers in Arms je u Australiji proveo 34 tjedna na prvom mjestu glazbene liste. Album je zauzeo prva mjesta u 24 zemlje svijeta, a to su: Australija, Austrija, Kanada, Belgija, Danska, Finska, Francuska, Njemačka, Grčka, Hong Kong, Jugoslavija, Island, Irska, Izrael, Norveška, Novi Zeland, Portugal, Španjolska, Švicarska, Švedska, Turska, Ujedinjeno Kraljevstvo i SAD. Na glazbenoj ljestvici Ujedinjenog Kraljevstva album je proveo 228 tjedana. U Australiji je bio najprodavaniji album u 1985. godini i drugi najprodavaniji album u 1986. godini. 

### Album
| Godina | Glazbena lista         | Pozicija |
| ------ | ---------------------- | -------- |
| 1985.  | Australija             | 1.       |
| 1985.  | Austrija               | 1.       |
| 1985.  | SAD                    | 1.       |
| 1985.  | Kanada                 | 1.       |
| 1985.  | Njemačka               | 1.       |
| 1985.  | Francuska              | 1.       |
| 1985.  | Norveška               | 1.       |
| 1985.  | Švedska                | 1.       |
| 1985.  | Švicarska              | 1.       |
| 1985.  | Ujedinjeno Kraljevstvo | 1.       |
| 1985.  | Italija                | 4.       |
| 1986.  | Australija             | 1.       |
| 1986.  | Švedska                | 1.       |
| 1986.  | Ujedinjeno Kraljevstvo | 1.       |

### Singlovi
| Godina | Pjesma            | SAD | Australija | Austrija | Francuska | Italija | Norveška | Švedska | Švicarska | Ujedinjeno Kraljevstvo |
| ------ | ----------------- | --- | ---------- | -------- | --------- | ------- | -------- | ------- | --------- | ---------------------- |
| 1985.  | Money for Nothing | #1  | #4         | #7       | #34       | -       | -        | -       | -         | #4                     |
| 1985.  | So Far Away       | -   | #22        | -        | -         | #33     | #4       | #7      | #6        | #20                    |
| 1985.  | Brothers in Arms  | -   | #57        | -        | -         | -       | -        | -       | -         | #16                    |
| 1986.  | Walk of Life      | #7  | #11        | #18      | -         | -       | -        | -       | #24       | #2                     |
| 1986.  | So Far Away       | #19 | -          | -        | -         | -       | -        | -       | -         | -                      |
| 1986.  | Your Latest Trick | -   | -          | -        | #1        | -       | -        | -       | -         | #26                    |